# 1940 w sztukach plastycznych

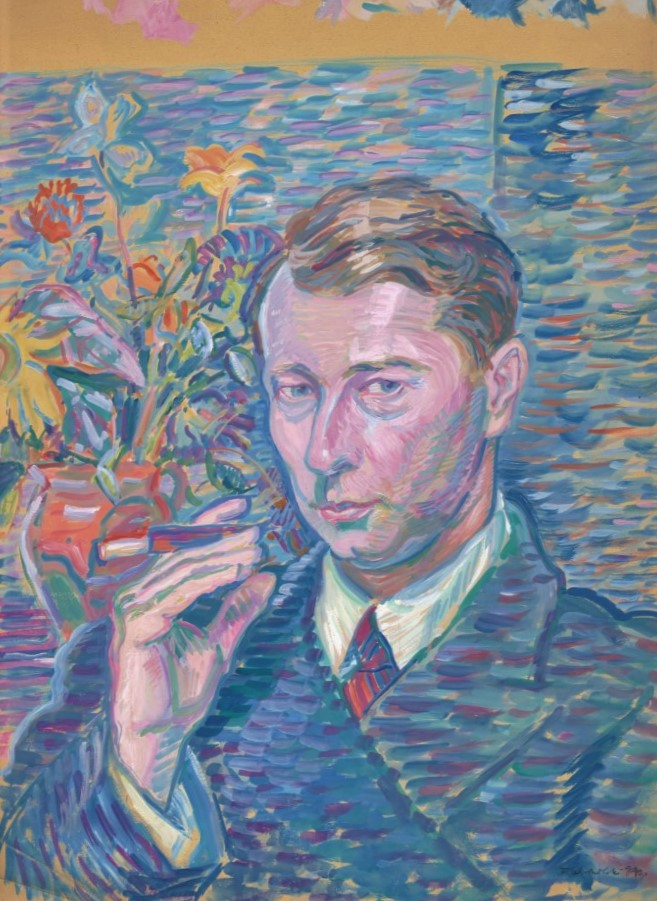
Autoportret Tadeusza Dobrowolskiego

Wydarzenia w sztukach plastycznych i wizualnych w 1940 roku.

## Malarstwo
- Marc Chagall

Trzy świece (1938-1940) – olej na płótnie
- Salvador Dalí

Targ niewolników ze znikającym popiersiem Woltera
Wieczorny pająk... nadzieja!
- Tadeusz Dobrowolski

Autoportret, 58 × 43 cm, tempera na papierze
- Edward Hopper

Stacja benzynowa (Benzyna) – olej na płótnie
Biuro nocą – olej na płótnie
- Frida Kahlo

Autoportret w naszyjniku z cierni

## Urodzeni
- 24 stycznia – Vito Acconci (zm. 2017), amerykański performer, twórca instalacji, architekt
- 29 stycznia - Antoni Bisaga, polski rzeźbiarz
- 17 czerwca – Alton Kelley (zm. 2008), amerykański artysta
- 13 listopada – Rudolf Schwarzkogler (zm. 1969), austriacki konceptualista

## Zmarli
- Wincenty Wodzinowski (ur. 1866), polski malarz
- 26 października – Olga Boznańska (ur. 1865), polska malarka
- 29 czerwca – Paul Klee (ur. 1879), szwajcarsko-niemiecki malarz